# Mel Ott
Melvin Thomas Ott, soprannominato Master Melvin (Gretna, 2 marzo 1909 – New Orleans, 21 novembre 1958), è stato un giocatore di baseball e allenatore di baseball statunitense di ruolo esterno che ha giocato per tutta la carriera con i New York Giants nella Major League Baseball (MLB). È stato inserito nella National Baseball Hall of Fame nel 1951.

## Carriera
Ott giocò per tutta la carriera con i New York Giants dal 1926 al 1947, vincendo le World Series nel 1933. Fu convocato dodici volte per l'All-Star Game e fu il primo giocatore della storia della National League a superare i 500 fuoricampo in carriera, malgrado la sua taglia fosse inferiore alla media per essere un potente battitore, essendo alto 175 cm e pesante 77 kg. Ott è uno dei cinque giocatori della National League ad avere disputato otto stagioni consecutive con cento punti battuti a casa, assieme a Willie Mays, Sammy Sosa, Chipper Jones e Albert Pujols. Ott fu anche il manager dei Giants dal 1942 fino a quando fu sostituito da Leo Durocher a metà della stagione 1948. Morì nel 1958 per le ferite riportate in un incidente stradale. Nel 1999 fu inserito da The Sporting News‍ al 42º posto nella classifica dei migliori cento giocatori di tutti i tempi.

## Palmarès

### Club
- World Series: 1

New York Giants: 1933

### Individuale
- MLB All-Star: 12

1934-1945
- Numero 4 ritirato dai San Francisco Giants